# Колективізація в СРСР

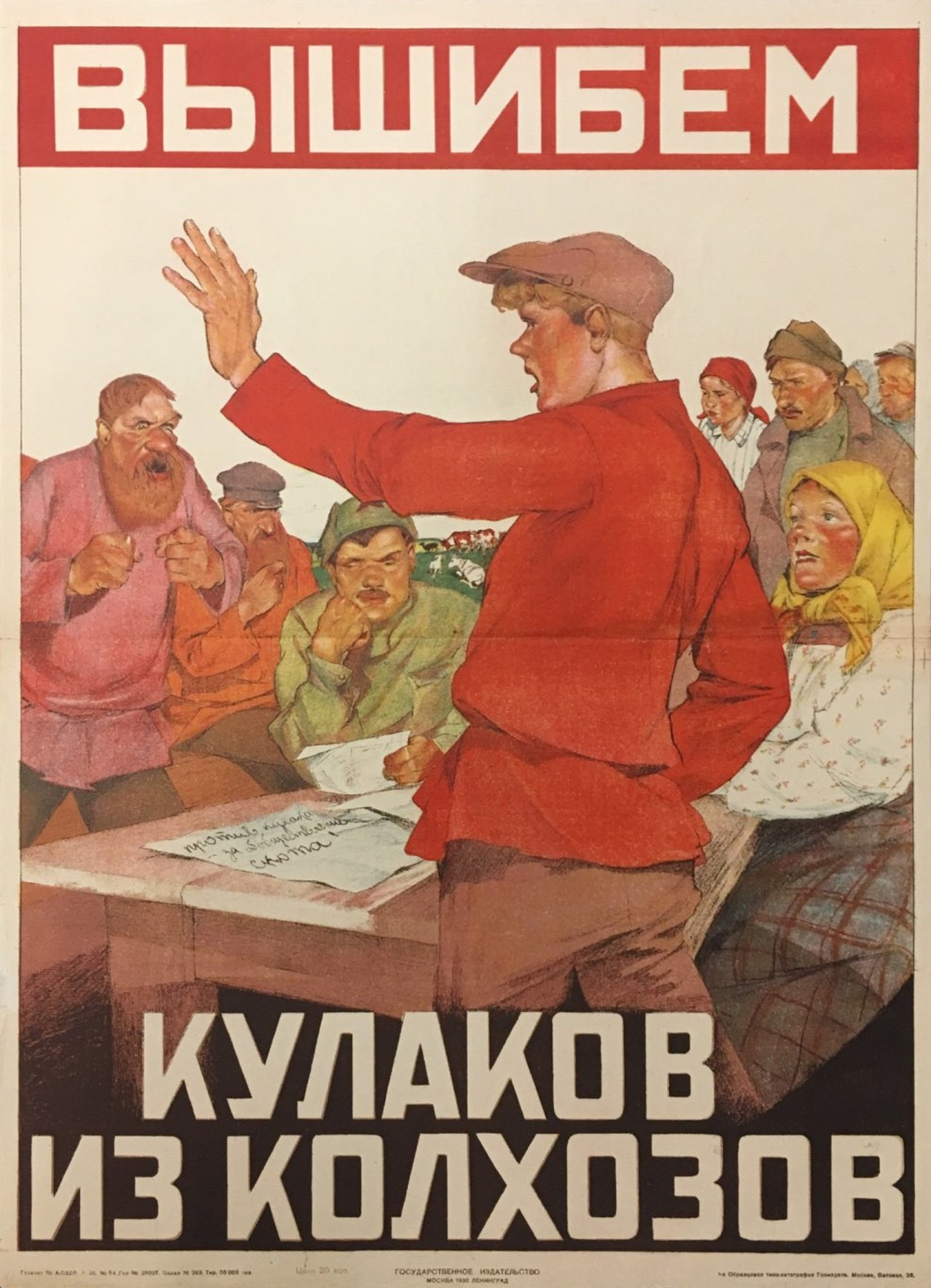
Агітаційний плакат з закликом проганяти з колгоспів куркулів.

Колективіза́ція сільського господарства в СРСР — створення великих колективних господарств на основі селянських дворів. Передбачалося, що результатом колективізації стане зростання виробництва сільськогосподарської продукції на 150 %. Колективізація мала охопити майже всі селянські господарства, ліквідувавши «шкідливий буржуазний уплив» приватної власности.
Фактичною метою було перетворення всієї робочої сили сіл і також міст на робітників державних підприємств. Це давало змогу встановити повний економічний контроль влади над громадянами, поширити її політичне панування на економічно самостійне до цього селянство, тобто на практиці реалізувати ідею диктатури влади над усією країною, де селяни складали більш ніж 85 % населення. Було відомо, що реалізація плану зустріне певний опір, особливо з боку селян, яких мали позбавити землі, проте партійне керівництво приймало його як належне, мовляв, «не розбивши яєць, не підсмажиш яєшні».
Найрадикальніше колективізація відбувалася у сільській місцевості, де вона була війною режиму проти селянства. Історики називають колективізацію однією з причин Голодомору 1932—1933 років в Україні.
Більшовики доводили, що рано чи пізно колективне сільське господарство має замінити дрібні селянські господарства, однак переконати селян погодитися з таким поглядом було непросто, особливо після тої лібералізації в народному господарстві, що була запроваджена за НЕПу. Реакція селян на створення в 1920-х роках колгоспів та радгоспів була незадовільною для СРСР — до них уступило лише 3 % усіх сільськогосподарських робітників СРСР. Тому, опрацьовуючи перший п'ятирічний план, більшовики розраховували, що вони зможуть колективізувати не більш як 20 % селянських дворів (для України встановлювалось завдання в 30 %). Зосередивши увагу на індустріалізації, радянське керівництво, вочевидь, вирішило не брати на себе величезний тягар пов'язаний із докорінним перетворенням сільського господарства.

## Передумови колективізації
Вадим Кожинов в книзі «Правда сталінських репресій» зазначає:
Як вже мовилось, обґрунтування необхідності колективізації тим, що не можна "базуватися" на усуспільненій промисловості і протистоячому їй "одноосібному" сільському господарстві, являло собою чисто ідеологічний аргумент, який і сформульований-то був не одразу; спочатку (в червні 1928 року) Сталін заявив тільки про безсумнівну нездатність "одноосібного" селянства забезпечити країні навіть безумовно необхідний мінімум товарного хліба. І доцільно нагадати, що, наприклад, в "соціалістичній" Польщі 1940-1950-х років (а також і пізніше) колективізація взагалі не проводилась ...
Я цитував слова Юрія Тинянова, що-де "Сталін як автор колгоспів - величайший з геніїв". В дійсності "автором" колективізації був, якщо вже на те пішло, економіст B.C. Немчинов, який вказав, що селяни кінця 1920-х років можуть поставити на ринок всього лише тільки не набагато більше 1/10 виробленого ними хліба (про це йшла мова вище). І створення колгоспів переслідувало, в сутності, одне всеціло "прагматичне" завдання - отримати товарний хліб.

Це з усією ясністю виразилось в самому ході колективізації: першочергові і найбільш інтенсивні (і найбільш агресивні) дії влади зосередились на зернових - перш за все чорноземних - регіонах: Україні, південній частині центра Європейської Росії, кубанських і донських степах, Поволжжі, Західному Сибіру і Казахстані.

## Кооперування
Шлях суспільства до соціалізму більшовики пов'язували з переведенням селянства на рейки великого виробництва. Ідея соціалістичного перетворення сільського господарства пройшла досить тривалу еволюцію. У 1917—1920 рр. виникли перші колгоспи. Це було результатом об'єднання селянських господарств за активного сприяння радянської влади. Залежно від міри усуспільнення колективні господарства поділялися на кілька типів:
- товариства спільного обробітку землі (ТСОЗи) — колективізувалися лише посіви;
- артілі — колективізувалися посіви та майно, але залишалася присадибна ділянка та необхідний для її обробітку живий і неживий реманент;
- комуни — селянські господарства повністю розчинялися в колективному.

Незважаючи на всебічну підтримку держави, селянство неохоче вступало в колгоспи. В. Ленін, який у перші роки радянської влади активно підтримував колективізацію, у грудні 1920 р. змушений був визнати: «Треба спиратися на одноосібного селянина, він такий і в найближчий час іншим не буде, і мріяти про перехід до соціалізму та колективізації не доводиться».
Новий імпульс ідея перетворення селянського господарства дістала в статті В. Леніна «Про кооперацію», продиктованій на початку 1923 р. Кооперативи виникли задовго до 1917 р. і в умовах «воєнного комунізму» вважалися «буржуазно-торговельною» формою економічних зв'язків між виробниками, несумісною із соціалізмом. Тодішні уявлення більшовиків про соціалізм як про безтоварне господарство, засноване на прямому продуктообміні між виробниками, суперечили господарській практиці кооперації, що ґрунтувалася на товарно-грошових відносинах. Після переходу до НЕПу уявлення про способи соціалістичного будівництва на якийсь час змінилося: тепер вони включали ринок і товарно-грошові відносини. Виходячи з цього, у кооперації, що гармонійно поєднувала індивідуальні та групові інтереси, В. Ленін вважав його найпростішим, найлегшим і найдоступнішим шляхом для селянства «при переході до соціалізму». Цілком очевидно, що кооперування і радянська колективізація не лише не поєднуються, а й суперечать одне одному. Проте Й. Сталін, усупереч реальному стану речей, оголосив у 1928 р. колгоспи «найвиразнішим видом виробничої кооперації».

## Прискорена колективізація

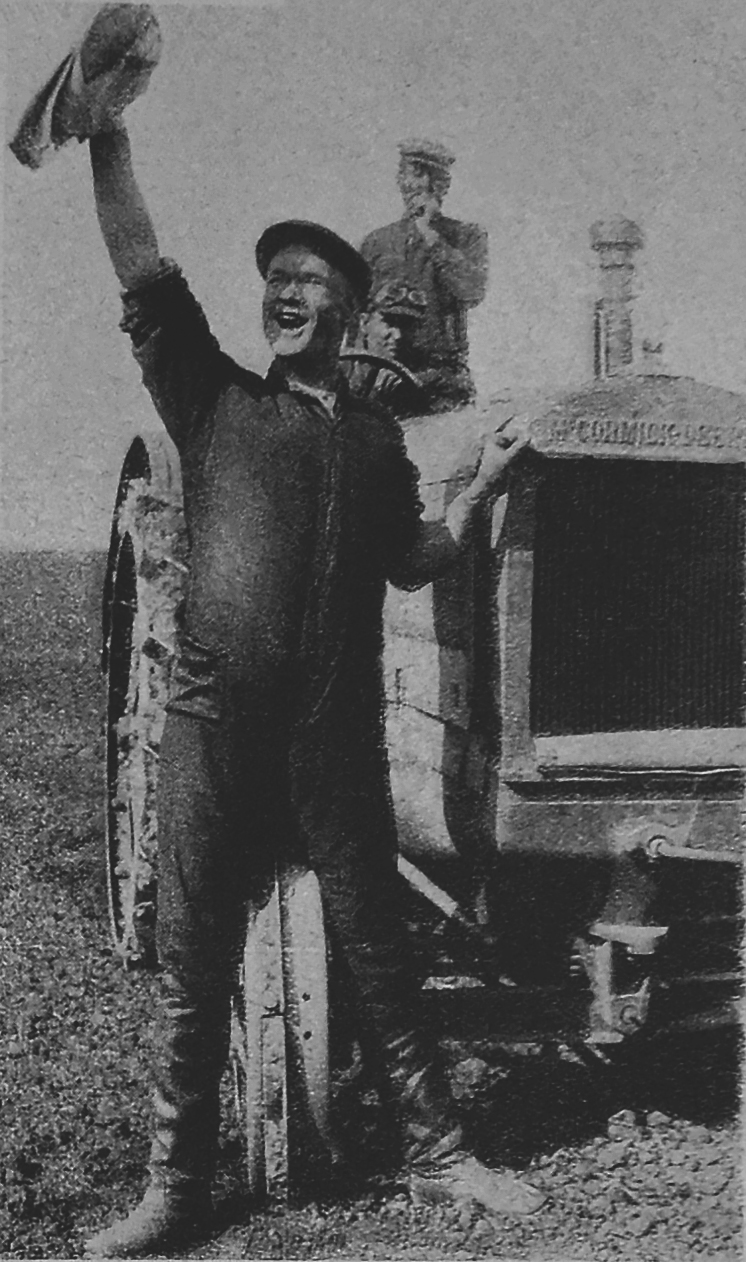
Радянське центральне планування зупинило свій вибір на McCormick-Deering 15-30 (виробництво International Harvester), який вироблявся в Харкові та Сталінграді як ХТЗ 15-30 та СТЗ 15-30.

Колгоспи були зручною формою, з допомогою якої можна було легко викачувати ресурси до державного бюджету. Саме цим вони привернули до себе увагу Сталіна, який на початку 1928 р., в умовах надзвичайних заходів щодо ліквідації «кризи хлібозаготівель», висунув гасло суцільної колективізації. Із початку колективізація розглядалась як засіб для прискорення індустріалізації, розв'язання хлібної проблеми, ліквідації заможного селянства — ворога радянської влади.
Перший п'ятирічний план було оцінено як важливий крок до суцільної колективізації. По СРСР передбачалося об'єднати в колгоспи 18-20 % селянських господарств, в Україні — 30 %. Сталінське керівництво і його представники в Україні визначили республіці сумнівну «пальму першості» в розселянюванні Радянського Союзу. План п'ятирічки, що включив і показники по сільському господарству, ще не був прийнятий, а вже пролунали заклики до форсування колективізації. 1 березня 1928 р. секретар ЦК ВКП(б) В. Молотов оголосив, що оцінка роботи місцевих парторганізацій буде прямо залежати «від успіхів у розширенні посівів і колективізації селянських господарств». У 1929 р. в обстановці боротьби з «правою небезпекою», що її уособлювали противники прискорення колективізації, у партії визрівають настрої на користь суцільної колективізації. Переломним у цьому відношенні був листопадовий (1929) пленум ЦК ВКП(б). Серед ініціаторів форсування колективізації був і генеральний секретар КП(б)У С. Косіор, що підтримав пропозицію Й. Сталіна, В. Молотова і Л. Кагановича завершити суцільну колективізацію протягом року.
 Резолюція пленуму «Про сільське господарство України й про роботу на селі» стверджувала, що Україна має все необхідне, аби йти прискореними темпами попереду інших союзних республік у справі колективізації сільського господарства. В обстановці загального одурманювання лунали й поодинокі тверезі голоси. Нарком землеробства УСРР О. Шліхтер і голова Укрколгоспцентру І. Гаврилов висловилися за те, щоб завершити колективізацію наприкінці п'ятирічки. Пленум створив комісію для вивчення питання про перспективи організації колгоспів у різних регіонах СРСР. Результати роботи комісії лягли в основу постанови ЦК ВКП(б) від 5 січня 1930 р. «Про темпи колективізації й заходи допомоги держави колгоспному будівництву», в якій Україну було віднесено до групи регіонів СРСР, де колективізацію планувалося завершити восени 1931 р. або навесні 1932 р. Постанова ЦК закликала до «соціалістичного змагання в організації колгоспів» і розглядала сільськогосподарську артіль як найпоширенішу, але перехідну до комуни форму колгоспів.
Для забезпечення успішної колективізації. створювалися державні сільськогосподарські підприємства, які зосереджували наявну сільськогосподарську техніку і кадри механізаторів. Ці підприємства одержали назву машинно-тракторних станцій (МТС). Їхнім завданням було виробничо-технічне обслуговування колгоспів і радгоспів — головним чином тракторна оранка і комбайнове збирання хліба. Перша в Радянському Союзі МТС була створена у 1928 р. в Україні, у радгоспі ім. Т. Шевченка Березівського району Одеської округи. Істотного впливу на сільськогосподарське виробництво МТС на початку колективізації не справили: в колгоспах переважала ручна праця, гужовий транспорт і традиційна агротехніка. Натомість інше завдання МТС — посилення впливу держави на село — вони забезпечували. Насильницьке створення колгоспів Селяни не бажали відмовлятися від своєї власності та передавати її в колгоспи. Лише грубе адміністрування, погрози, обіцянки щасливого й заможного життя змушували їх вступати в колгоспи. Вимуштруваний у дусі бездумного виконання рішень Москви партійно-державний апарат України виступив з рядом власних ініціатив щодо прискорення темпів колективізації. 24 лютого 1930 р. С. Косіор підписав лист-директиву місцевим партійним організаціям України, в якій ставилося завдання: «Степ треба цілком колективізувати за час весняної посівної кампанії, а всю Україну — до осені 1930 р.». Таким чином, вузьке коло партійних намісників центру, яким належала вся повнота влади в республіці, скоротило строки колективізації на 1—1,5 року. Ясна річ, досягти цього можна було лише грубим насильством, на що й націлювали місцевий актив. У січні 1930 р. голова Колгоспцентру СРСР Г. Камінський, виступаючи перед представниками районів суцільної колективізації, сказав: «Якщо… ви перегнете палицю і вас заарештують, пам'ятайте, що вас заарештували за революційну справу». Отже, партійні й державні керівники заздалегідь «відпускали гріхи» насильникам, звільняючи їх від будь-яких правових чи моральних норм. У селі Передільському на Луганщині під керівництвом уповноваженого з округи була влаштована демонстрація з червоним і чорним прапорами. Демонстранти зупинялися біля кожного двору і пропонували господарю стати під червоний прапор — якщо він «за соціалізм», або під чорний — якщо той «за капіталізм». У Ровеньківському районі тієї ж округи уповноважений районний суддя засудив селянина до двох років ув'язнення за те, що він не вступив до колгоспу. У с. Григорівні Амвросіївського району Сталінської округи місцевий кооператив під тиском сільради перестав видавати товари тим біднякам, які не вступили до колгоспу. С. Косіор у звіті ЦК КП(б)У XI з'їзду КП(б)У (червень 1930 р.) визнав: «…Кожний партпрацівник на селі міг робити все, що йому заманеться». Зростали темпи колективізації. Якщо на 20 січня 1930 р. у республіці колективізовано 15,4 % селянських господарств, то на 1 березня — 62,8 %. До колгоспу забирали (усуспільнювали ?) все: реманент, велику рогату худобу, коней, птицю. Колективізація перетворювалася на комунізацію.

## Рух проти колективізації і радянська протидія
У період колективізації в Україні відбулися 7382 бунти селян і акти масової непокори, 15 з яких визнані як широкомасштабні озброєні повстання проти Радянської влади. У 20-30х роках була справжня селянська війна. Протягом серпня 1929 тільки офіційно в УСРР зафіксовано 116 терористичних актів проти сільської влади та активістів.  [Архівовано 29 червня 2016 у Wayback Machine.] Окрім масових виступів селяни вели боротьбу поодинці й дрібними групами — влаштовуючи терор більшовикам. Висилку селян здійснювали в округи Північного краю — 70 тис. сімейств, Сибіру — 50 тис. сімейств, Уралу — 20-25 тис. сімейств, Казахстану — 20-25 тис. Районами висилки були необжиті і малообжиті місцевості, де висланих використовували на сільськогосподарських роботах або промислах (ліс, риба тощо). Реальну кількість висланих важко підрахувати. Потрібно враховувати, що сім'ї могли бути до 12 осіб. У зв'язку з необжитістю деяких місцевостей, висилка була фактично смертним вироком. У післявоєнний період на Західній Україні процесу колективізації, диверсійно-терористичними та пропагандистськими заходами, протидіяло підпілля ОУН

## «Розкуркулення» селянства

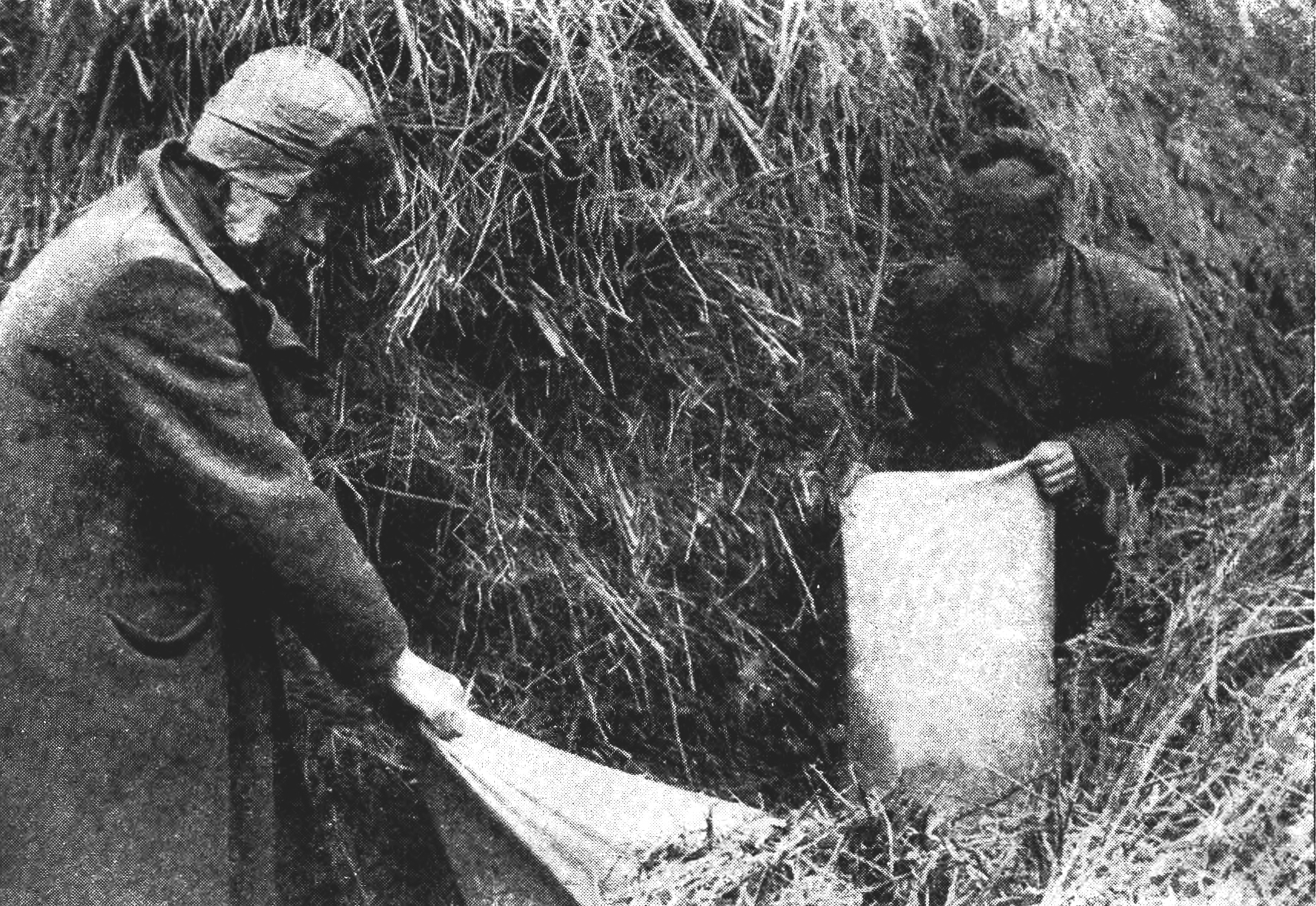
Реквізиція зерна у заможних селян. Кубань, Радянський Союз. 1933

У ході колективізації постало питання про долю заможних селян. Офіційна ідеологія зображувала їх як куркулів, лютих ворогів радянської влади, жорстоких експлуататорів. Насправді лише невелика їх частина використовувала найманих селян. Як правило, основою їхнього добробуту була праця всіх членів родини, ощадливість, хазяйновитість. Ця частина селянства була найміцніше зв'язана із землею й не бажала з нею розлучатися. З 1927-1928 рр. у політиці держави щодо заможного селянства з'являються нові акценти. Було посилено оподаткування, обмежено оренду землі, заборонено використовувати найману працю, купувати машини, реманент. Ситуація поставила заможних власників перед необхідністю ділити землю між членами сім'ї, розпродавати майно й худобу та переїжджати до міста. Йшло вибіркове «розкуркулювання». Внаслідок цього кількість заможних господарств зменшилась. Прискорення колективізації загострило питання про долю куркульства. В грудні 1929 р. на конференції істориків-марксистів Й. Сталін поставив завдання «ліквідації куркульства як класу». Наприкінці січня була опублікована постанова ЦК ВКП(б) «Про заходи по ліквідації куркульських господарств у районах суцільної колективізації». Згідно з рішенням листопадового (1929) пленуму ЦК ВКП(б) для здійснення масової колективізації сільського господарства, розкуркулення, створення та організаційно-господарське зміцнення колгоспів у села були направлені робітники промислових підприємств Москви, Ленінграда (нині м. Санкт-Петербург), Харкова та інших міст СРСР — двадцятип'ятитисячники. Особливо інтенсивно терор проти заможних селян провадився в перші місяці 1930 р. На 1 червня було «розкуркулено» 90 тис. селянських господарств України, що становило 1,8 % їхньої загальної кількості. Конфісковано й передано в колгоспи худоби, різноманітного реманенту, будівель на суму 90-95 млн крб. Характерно, що під «розкуркулення» потрапляли не лише заможні господарства, а й ті, які не погоджувалися йти в колгоспи. їх називали «підкуркульниками». По суті, кампанія «ліквідації куркульства як класу» була формою репресій щодо всього селянства. Загроза «розкуркулення» висіла над селянами й примушувала їх вступати у колгоспи. Прагнення радянського керівництва розгорнути новий наступ на селянство відбилося в листі ЦК ВКП(б) «Про колективізацію», надісланому на місця у вересні 1930 р. Передбачалося, що протягом 1931 р. в Україні в основному завершиться суцільна колективізація основних сільськогосподарських районів. Це призвело до нового прискорення темпів колективізації наприкінці 1930 — на початку 1931 р. Якщо на  1 січня 1931 р. у колгоспах було 34,4 % господарств, то на 1 листопада — 69,3 %. У 1931 р. тривала ліквідація заможних господарств і конфіскація майна тих селян, які не бажали колективізуватися. Внаслідок цього навесні та влітку було «розкуркулено» ще 23,5 тис. сімей, або близько 150 тис. чол. Випадки «розкуркулення» траплялися й у наступні роки. Всього в Україні за роки колективізації експропрійовано близько 200 тис. селянських господарств. Разом з усіма членами сімей це становило приблизно 1,2—1,4 млн чол. Понад половину з них — близько 860 тис. чол. — виселили на Північ і до Сибіру. Ця безправна категорія населення називалася «спецпереселенцями», зазнавала нелюдських страждань, використовувалася на найважчих роботах. Багато з них, особливо літніх людей, дітей, загинуло.

## Результати та наслідки колективізації
Для того, щоб загнати людей до колгоспів, проводилась політика так званого розкуркулення.

| Чи були куркулі у радянські часи? Не було! Як вони могли бути? Це що-ж, якісь-то глитаї грабували, пили кров з бідарів, наймитів, а радянська влада стояла збоку і дивилася на це? Як би не так. Ледве хтось починав кров'ю наливатися — лясь твердим завданням. А далі, закон про землю. Ти гадаєш у куркуля землі удесятеро більше, аніж у бідаря? Як би не так. По душах ділили. І різниця вся в тому, що так званий куркуль обробляв свій наділ, витискав із нього все, а бідар квіточки, тобто бур'яни, вирощував. Звичайно, брали в оренду куркулі землю. Але знову ж, кому від того шкода? Державі? У бідаря земля роками лежить необроблена, а у куркуля так званого вона хоча б родить. Ото тобі й уся політграмота про куркулів <...> Розкуркулювали найметкіших, по-хазяйському ініціативних селян. Збудував млина, завів смолокурню, маслоробку виписав — ворог. Ворог кожен, хто виявив бодай якусь ініціативу. У господарстві, у думках (скількох за язик було взято). Бажаний ідеальний громадянин — ледар, нероба. І ось хазяйновитих селян під корінь, а люмпен-пролетарів поставили керувати сільським господарством. Трапився конфуз. Країна лишилась без хліба. Мільйони людей загинули від голоду.[4] Оригінальний текст (рос.) Были ли кулаки в советское время? Не было! Как они могли быть? Что-же, какие-то мироеды грабили, пили кровь из бедняков, батраков, а советская власть со стороны смотрела на это? Как бы не так. Чуть кто начинал кровью наливаться — хлоп твердым заданием. А потом, закон о земле. Ты думаешь у кулака земли в десять раз больше, чем у бедняка? Как бы не так. По душам делили. И вся разница в том, что так называемый кулак обрабатывал свой надел, все выжимал из него, а бедняк цветки, то есть сорняки, выращивал. Конечно, арендовали кулаки землю. Но опять же кому от этого урон? Государству? У бедняка земля годами лежит необработаная, а у кулака так называемого она хоть родит. Вот тебе и вся политграмота о кулаках <...> Раскулачивали наиболее расторопных, хозяйственно инициативных мужиков. Построил мельницу, завел смолокурню, маслобойку выписал — враг. Враг каждый, кто проявлял хоть какую-нибудь инициативу. В хозяйстве, в мыслях (сколько за язык было взято). Желанный идеальный гражданин — лодырь, бездельник. И вот хозяйственных мужиков под корень, а люмпен-пролетариев поставили руководить сельским хозяйством. Вышел конфуз. Страна осталась без хлеба. Миллионы людей погибли с голоду. |
Історики називають колективізацію однією з причин Голодомору 1932—1933 років в Україні.
| У колективізацію зруйнували сільське господарство. А нині [5] продовжується цей бардак. Бо ж за 40 років із селянина вибили будь-яку ініціативу, усяку активність. Земля стала нічиєю, байдужою селянину, а він сам став р о б о т я г о ю. Точніше, на місце селянина прийшли роботяги <...> В колективізації була зроблена установка на наймита, на бідаря, а господаря під ніготь. І сьогодні підряд у с і н а й м и т и. Безініціативні роботяги.[4] Оригінальний текст (рос.) В коллективизацию разрушили сельское хозяйство. А теперь продолжается этот бардак. Ибо за 40 лет из мужика выбили всякую инициативу, всякую активность. Земля стала ничейной, безразличной мужику, а сам крестьянин стал р а б о т я г о й. Вернее, на место крестьянина пришли работяги <...> В коллективизации была сделана установка на батрака, на бедняка, а хозяина под ноготь. И сегодня подряд в с е б а т р а к и... Безынициативные работяги. |

## Хронологія колективізації
| - 26 жовтня 1917: Декрет про землю О земле // СУ РСФРС. 1917 № 1, Ст. 3. - 3 жовтня 1929: Директива політбюро ЦК ВКП(б) до ОДПУ, Наркоматів юстиції про посилення репресій. Вказівка, зокрема ДПУ УСРР «вжити рішучі і швидкі заходи репресій, аж до розстрілу, проти куркулів, які організують терористичні напади на радпартпрацівників та інші контрреволюційні виступи». - листопад 1929: Починається мобілізація робітників — «25000-ків». - 27 грудня 1929: Сталін проголошує політику «ліквідації куркульства як класу» К вопросам аграрной политики в СССР // Сталин. Сочинения. Т. 12. С. 141-72. - 5 січня 1930: Резолюція ЦК про підвищення темпів колективізації та розкуркулення О темпе коллективизации и мерах помощи государства колхозному строительству // КПСС в резолюциях Т. 4. С. 383-86. - січень 1930: Кампанія суцільної колективізації, закриття сільських церков. - 1 березня 1930: стаття Сталіна «Запаморочення від успіхів» «Головокружение от успехов» в Сталин // Сочинения. Т. 12. С. 191-99. - 1 березня 1930: Перший устав сільськогосподарської артелі Примерный устав сельскохозяйственной артели // СЗ СССР 1930 № 24, ст. 255. - 30 липня 1930: Ліквідація сільської громади (общини) О ликвидации земельных обществ в районах сплошной коллективизации // СУ РСФСР, 1930 № 51, ст. 621. - 11 серпня 1930: Резолюція ЦК про обов'язкову початкову освіту О всеобщем обязательном начальном обучении // КПСС в резолюциях. Т. 4. С. 473-76. - 30 червня 1931: Закон про відходи Об отходничестве // СЗ СССР, 1931. № 46, Ст. 312. - 20 травня 1932: Закон, який дозволив селянам торгувати О порядке производства торговли колхозов, колхозников и трудящихся единоличных крестьян // СЗ СССР, 1932. № 38, Ст. 233. - 7 серпня 1932: Закон про охорону соціалістичної власності Об охране имущества государственных предприятий, колхозов и кооперации и укреплении общественной (социалистической) собственности // СЗ СССР, 1932. № 62, Ст. 360. - зима 1932: Початок голоду в основних хліборобних регіонах СРСР - 27 грудня 1932: Закон, яким впроваджено паспортну систему в межах країни Об установлении единой паспортной системы по Союзу ССР и обязательной прописке паспортов // СЗ СССР, 1932. № 84, Ст. 516. - січень 1933: Резолюція ЦК про створення політвідділів МТС Цели и задачи политических отделов МТС и совхозов // КПСС в резолюциях Т. 5. С. 78-89. - лютий 1933: Перший з'їзд колгоспників-ударників - 17 березня 1933: Новий закон про відхід О порядке отходничества из колхозов // СЗ СССР, 1933 № 21, Ст. 116. - листопад 1934: Резолюція ЦК про ліквідацію політвідділів МТС О политотделах в сельском хозяйстве // КПСС в резолюциях. Т. 5. С. 198—204. - лютий 1935: Другий з'їзд колгоспників-ударників - 17 лютого 1935: Другий устав сільськогосподарської артелі Примерный устав сельскохозяйственной артели // СЗ СССР, 1935. № 11, Ст. 82. | - 7 липня 1935: Закон, який надає колгоспам землю в «довічне користування» О выдаче сельскохозяйственным артелям государственных актов на бессрочное (вечное) пользование землей // СЗ СССР, 1935 № 34, Ст. 300. - листопад 1935: З'їзд стахановок «п'ятисотниць» виробництва цукрового буряку - грудень 1935: З'їзд стахановців-комбайнерів - грудень 1935: З'їзд стахановців-хліборобів, на якому прозвучали слова Сталіна «син за батька не відповідає» - 19 грудня 1935: Закон про підсилення колгоспів в нечерноземній полосі Об организационно-хозяйственном укреплении колхозов и подъёме сльского хозяйства в областях, краях и республиках нечерноземной полосы // СЗ СССР, 1935 № 65, Ст. 250. - лютий 1936: З'їзд стахановців тваринницької галузі - осінь 1936: Неврожаї в багатьох регіонах, що призвело до голоду взимку та навесні 1937 р. - 27 січня 1937: Закони, якими деяка земля совхозів передається колгоспам Об отрезке земель от совхозов, хозяйств орсов и подсобных предприятий … и об увличении за этот счет колхозов // СЗ СССР, 1937. № 16, Ст. 49-58. - 20 березня 1937: Списання нестач по хлібозаготівлям за 1936 р. О снятии недоимок по зернопоставкам за 1936 г. // СЗ СССР, 1937 № 21, Ст. 79. - липень 1937: Секретна інструкція Сталіна, яка наказувала провести облави на куркулів та кримінальних злочинців, які повернулись із заслання. - осінь 1937: Показові процеси над сільськими районними керівниками, яких було звинувачено в жорстокому поводженні з колгоспниками, порушенні уставу сільгосп артелі та саботажі - 19 квітня 1938: Закон, яким заборонялись масові виключення з колгоспів О запрещении исключений колхозников из колхозов // СЗ СССР, 1938 № 18, Ст. 115. - 19 квітня 1938: Закон про невірний розподіл доходів в колгоспах О неправильном распределении доходов в колхозах // СЗ СССР, 1938 № 18, Ст. 116. - 27 травня 1939: Декрет «Про заходи охорони суспільних земель від розбазарювання» О мерах охраны общественных земель от разбазаривания // СЗ СССР, 1939. № 34, Ст. 235. - 28 грудня 1939: Декрет про посіви О порядке планирования посевов зерновых культур в колхозах // СЗ СССР, 1940 № 1, Ст. 3. - 21 квітня 1940: Закон, який дозволив виплату місячної зарплати головам колгоспів (спочатку, в східних регіонах СРСР, потім поширений на решту регіонів) Об оплате председателей колхозов в восточных районах СССР // СЗ СССР, 1940 № 11, Ст. 271. |